# Aleksandr Feklisov
Aleksandr Feklisov (Mosca, 9 marzo 1914 – Mosca, 26 ottobre 2007) è stato un agente segreto sovietico.
Come ufficiale dell'NKVD si occupò tra gli altri dei casi di Julius Rosenberg e Klaus Fuchs.

## Biografia
Nato in una famiglia di ferrovieri, nel 1939 si laureò all'Istituto delle Comunicazioni di Mosca e poco dopo fu inviato in una scuola di formazione della Direzione Principale della Sicurezza dello Stato, dove si specializzò nella politica statunitense.
Dal 1941 al 1946 Feklisov lavorò presso l'ufficio del consolato sovietico a New York, prima come operatore radio e poi come ufficiale sul campo. Il suo supervisore era l'ufficiale senior dell'NKVD Anatoli Yatskov (alias Yakovlev). Parte dei compiti di Feklisov includevano il reclutamento di potenziali agenti di spionaggio tra coloro che simpatizzavano con il Partito Comunista degli Stati Uniti.
Tra le reclute selezionate da Feklisov vi fu Julius Rosenberg. Nel periodo dal 1943 al 1946, Feklisov fece almeno 50 incontri con Rosenberg il quale gli fornì importanti informazioni top secret in materia di elettronica contribuendo a organizzare un apparato di spionaggio industriale a favore di Mosca tuttavia "non capendo nulla sulla bomba atomica". Feklisov dichiarò che la moglie di Rosenberg, Ethel, in qualità di "in prova", non ebbe mai modo di incontrare direttamente il suo agente sovietico affermando anche che "non aveva nulla a che fare con tutto questo" ed era "completamente innocente". Feklisov una volta scrisse che Julius Rosenberg era l'unico agente che considerava un amico intimo. Lui, in risposta, disse a Feklisov che i loro incontri erano "tra i momenti più felici della mia vita". Feklisov fu anche l'ufficiale di riferimento di Joel Barr e Alfred Sarant, altri due membri del gruppo di spie sovietiche incaricate di studiare i segreti nucleari statunitensi. Nell'aprile 1950 Feklisov tornò in Unione Sovietica.
Nel 1960 Feklisov fu trasferito nuovamente negli Stati Uniti diventando il capo stazione del KGB a Washington, carica che mantenne fino 1964. In questo periodo il suo nome di copertura fu Aleksandr Fomin. Nelle sue funzioni, Feklisov (Fomin) propose un compromesso che fu poi alla base della soluzione della crisi dei missili di Cuba: rimuovere i missili posizionati dall'Unione Sovietica sull'isola di Cuba in cambio della promessa che gli Stati Uniti non avrebbero invaso l'isola-nazione.
Feklisov morì il 26 ottobre 2007 a Mosca all'età di 93 anni.